# 아마르 오트라 베스
《아마르 오트라 베스》(스페인어: Amar otra vez)은 2004년 방영된 멕시코의 텔레노벨라이다.